# Naturpark Wendland.Elbe

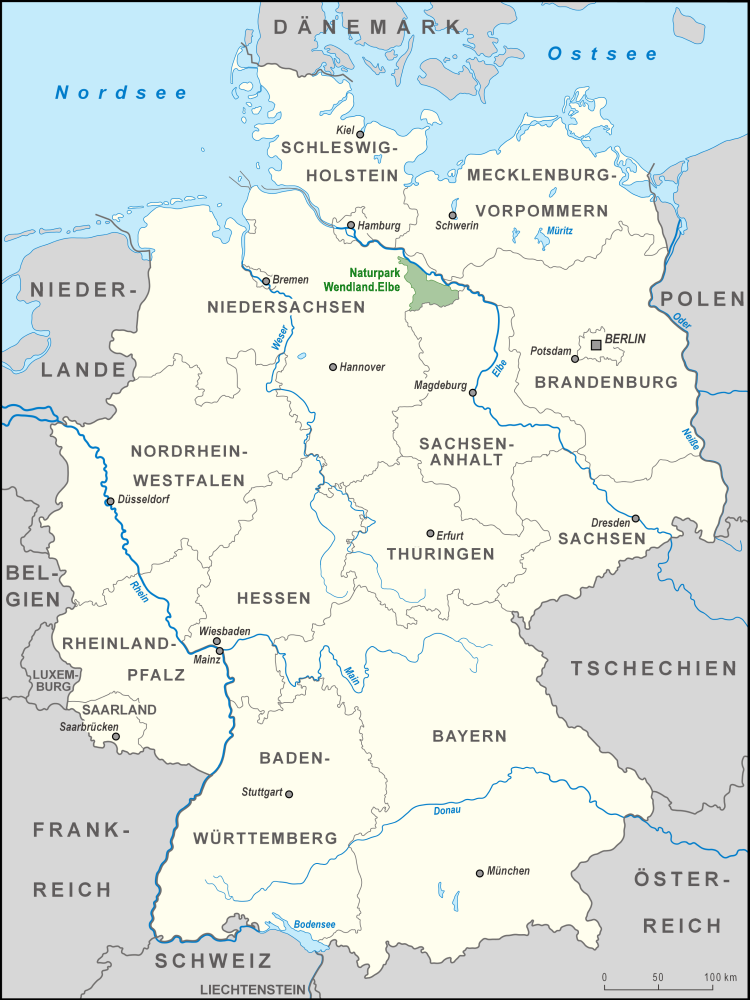
Lage des Naturparks Wendland.Elbe

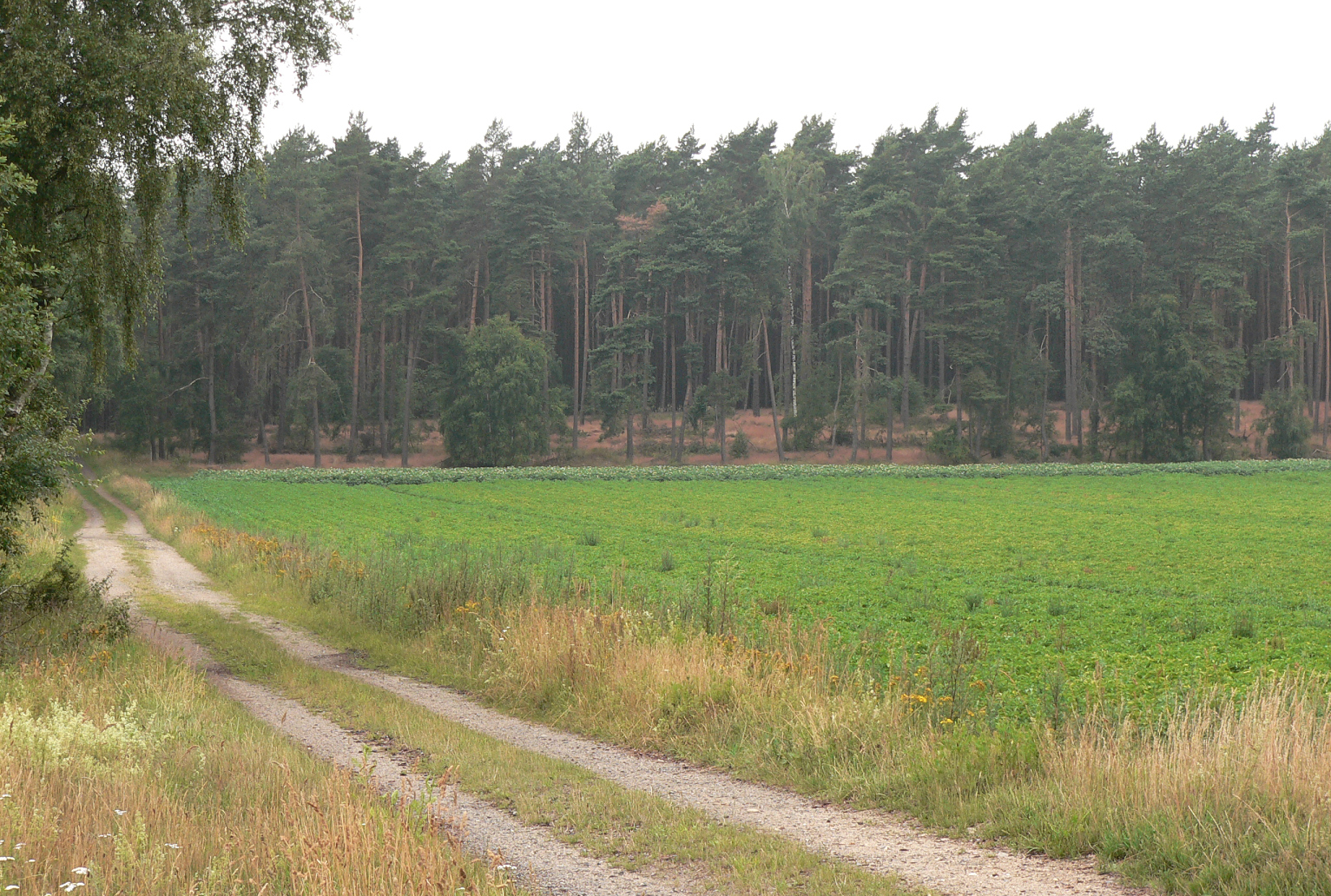
Auf dem Drawehn bei Waddeweitz

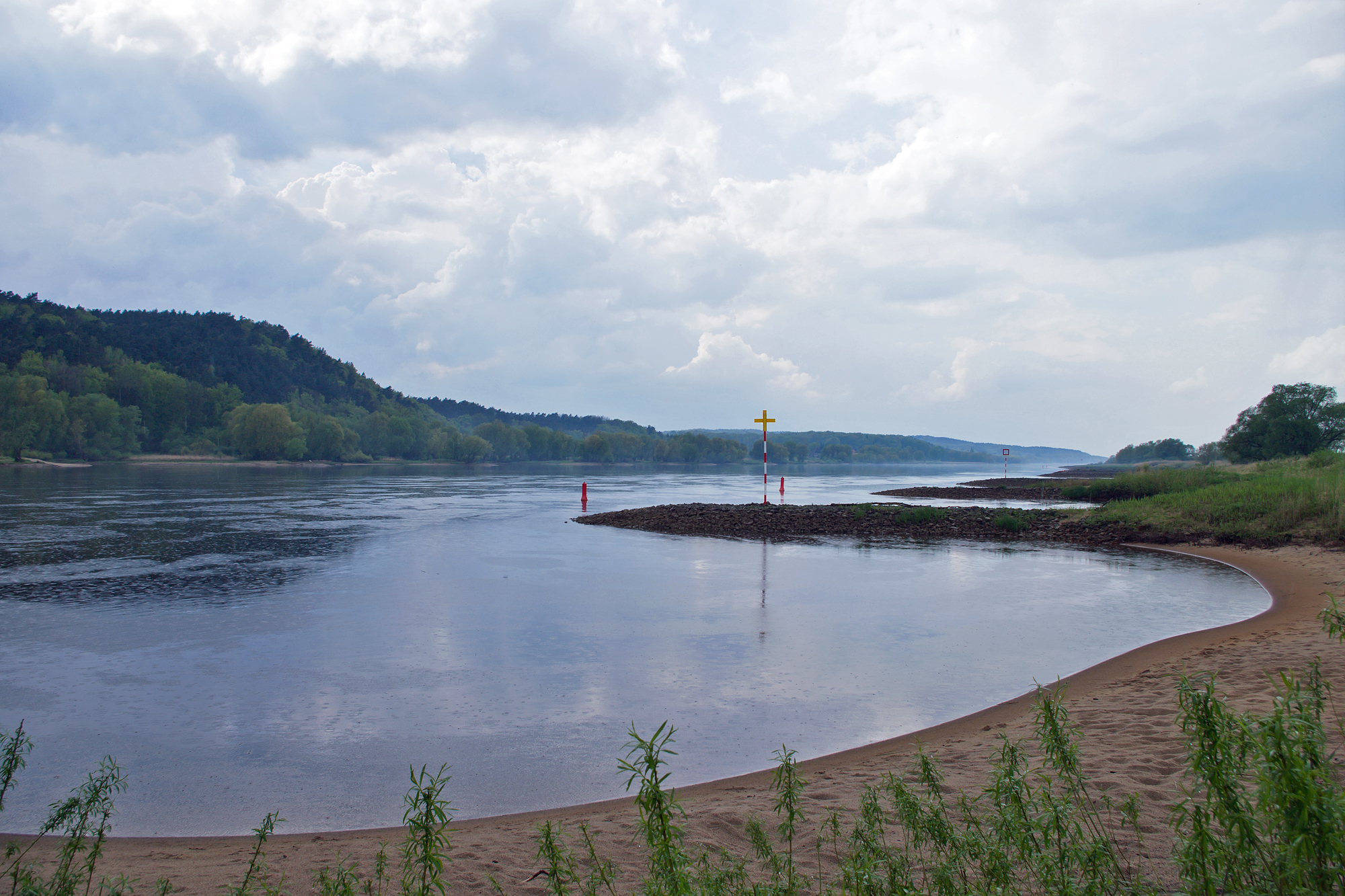
Die Elbe und die „Elbhöhen“ mit dem Kniepenberg bei Neu Darchau

Der Naturpark Wendland.Elbe ist ein deutscher Naturpark östlich von Lüneburg in Niedersachsen. Bis zum Oktober 2024 lautete der Name Naturpark Elbhöhen-Wendland. Eine frühere Bezeichnung war Naturpark Elbufer-Drawehn, damals in einer allerdings stark abweichenden Gebietsabgrenzung.

## Geographie
Der Naturpark deckt nach einer Flächenerweiterung im Jahr 2006 große Teile des Landkreises Lüchow-Dannenberg ab; ferner umfasst er einen kleinen Gebietsteil im Landkreis Lüneburg. Ausgespart ist nach der neuen Abgrenzung jedoch die Elbtalniederung (siehe nun: Biosphärenreservat Niedersächsische Elbtalaue). Der Naturpark Wendland.Elbe hat eine Fläche von ca. 1160 km² und gehört zu den am dünnsten besiedelten Gebieten Deutschlands.
Der ursprünglich abgegrenzte Naturpark „Elbufer-Drawehn“ hatte zwei recht unterschiedliche Großlandschaften umfasst, die ihm den Namen gaben:
- den Höhenzug Drawehn im Westen des Landkreises Lüchow-Dannenberg
- das Elbufer im Norden des Landkreises Lüchow-Dannenberg und teilweise im Landkreis Lüneburg

Beide Landschaften sind von den Eiszeiten geformt worden. Dabei ist der Hohe Drawehn als Endmoräne der vorletzten Eiszeit eine Anhäufung von Gesteinsgeschiebe, das am Rande einer Gletscher-Eisrandlage zurückblieb. Das Elbtal dagegen ist als Schmelzwasserablauf von der letzten Eiszeit geprägt worden.
Die Vegetation des Naturparks ist abhängig von Bodenrelief und -beschaffenheit. Die höheren, sandigen Podsolböden des Drawehn, insbesondere des Hohen Drawehn, waren bis ins 18. Jahrhundert ausgedehnte Heideflächen. Heute sind sie nach Wiederaufforstungen oft von Kiefernwäldern bedeckt. Auf lehmigen Böden gibt es Reste einer natürlichen Laubwaldvegetation, vor allem in der Göhrde. Die besseren Böden sind in Ackerland umgewandelt worden. Die Lüchower Niederterrasse ist Teil des Elbe-Urstromtals und wird von inzwischen entwässerten und kultivierten Niederungen geprägt (vergleiche Naturräumliche Haupteinheiten Deutschlands: Wendland und Altmark). Den östlichen Abschluss des Naturparks bildet die große Flugsandanhöhe des Gartower Forstes. Dort entstand nach dem Brand in der Lüneburger Heide ab 1975 auf nicht wieder aufgeforsteten Flächen die Nemitzer Heide.

## Geschichte
Gegründet worden war der Naturpark im Jahr 1968 unter dem Namen „Elbufer-Drawehn“. Im Juni 2006 wurde die Schutzfläche auf 116.033 Hektar vergrößert und damit nahezu verdoppelt. Die Kategorie Naturpark stellt allerdings in Deutschland kein strenges Naturreservat dar, sondern hat in erster Linie touristischen Charakter. Hieß der Naturpark nun „Elbhöhen-Wendland“, wurde er 2024 erneut umbenannt in „Wendland.Elbe“.